# Communes de la wilaya d'El Bayadh

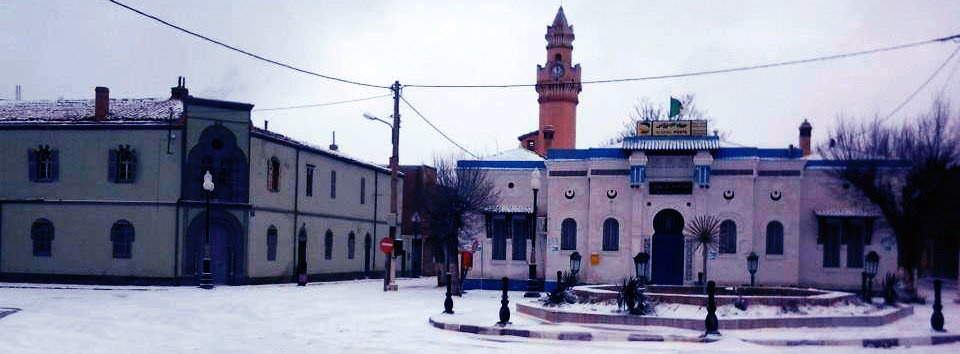
El Bayadh, centre-ville, moment de la neige

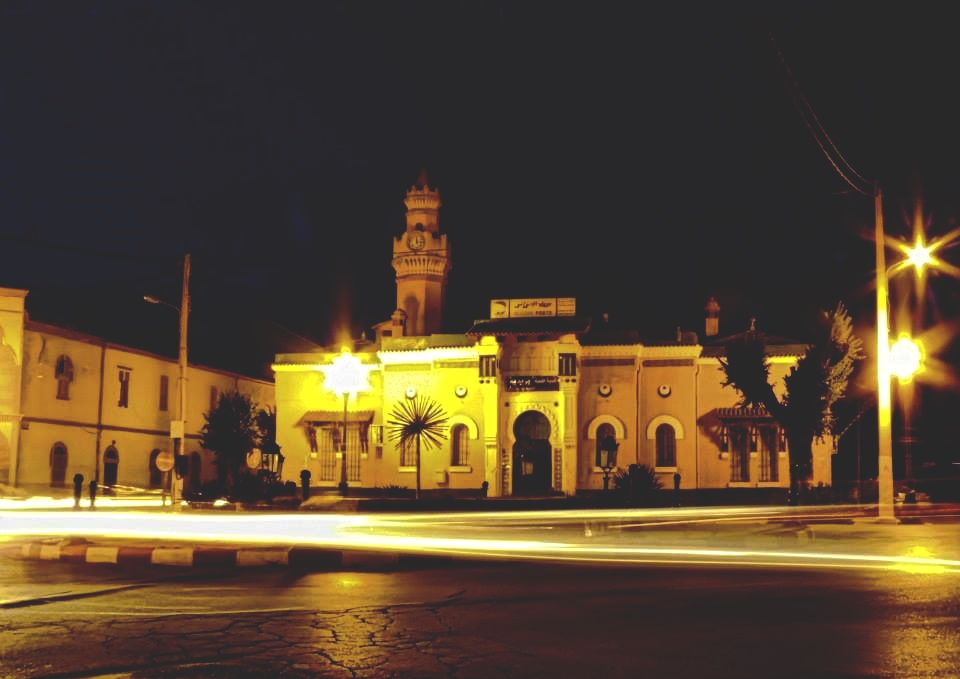
La poste centre-ville El Bayadh pendant la nuit

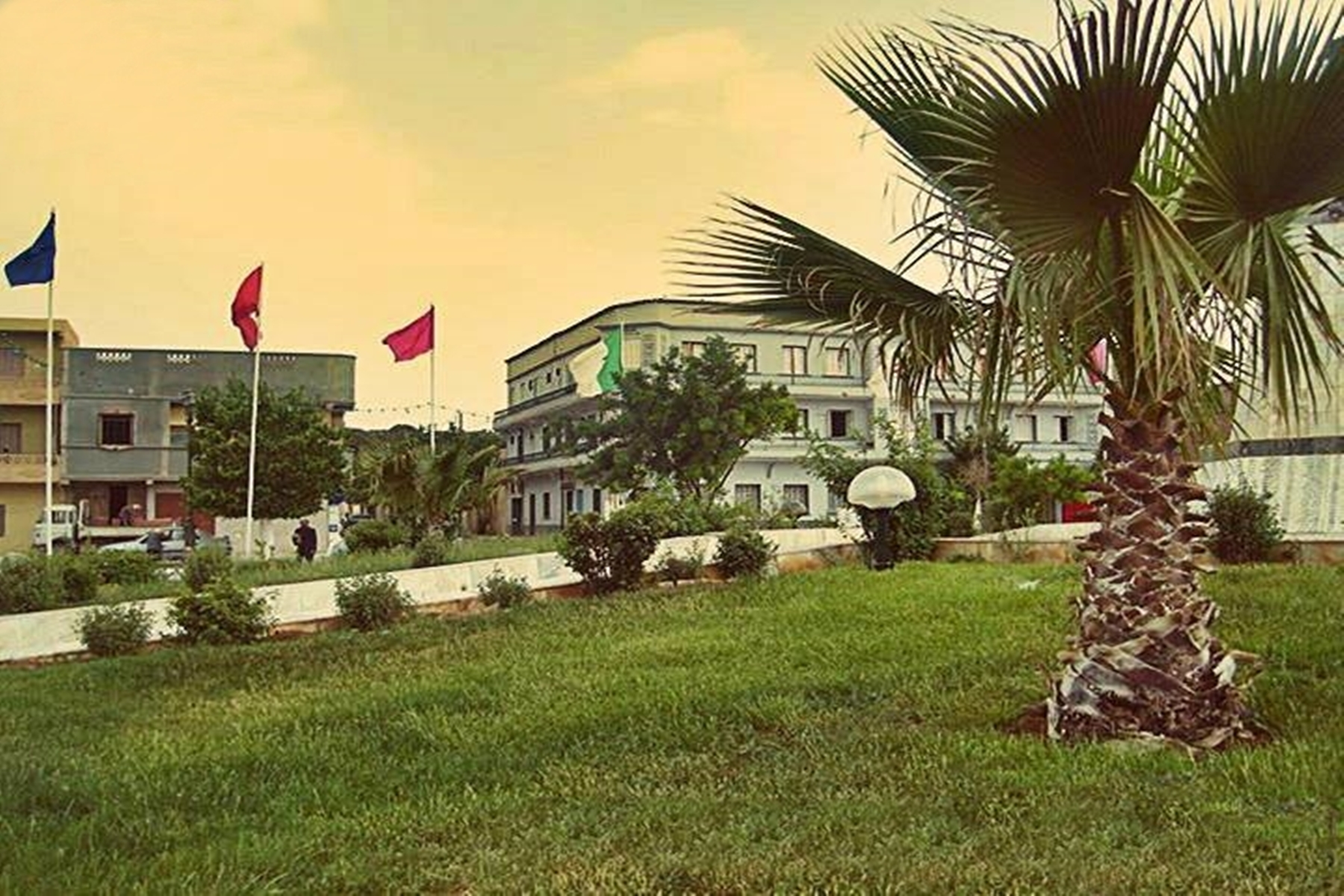
Rond-point principal El Bayadh centre-ville

Pour les autres communes, voir Liste des communes d'Algérie.
La wilaya d'El Bayadh est découpée en 8 daïras et 22 communes.

## Communes de la wilaya d'El Bayadh

Communes de la wilaya d'El Bayadh (codes ONS).

Le tableau suivant donne la liste des communes de la wilaya d'El Bayadh, en précisant pour chaque commune : son code ONS et son nom.
| Code ONS | Commune               |
| -------- | --------------------- |
| 3201     | El Bayadh             |
| 3202     | Rogassa               |
| 3203     | Stitten               |
| 3204     | Brezina               |
| 3205     | Ghassoul              |
| 3206     | Boualem               |
| 3207     | El Abiodh Sidi Cheikh |
| 3208     | Aïn El Orak           |
| 3209     | Arbaouat              |
| 3210     | Bougtoub              |
| 3211     | El Kheiter            |
| 3212     | Kef El Ahmar          |
| 3213     | Boussemghoun          |
| 3214     | Chellala              |
| 3215     | Kraakda               |
| 3216     | El Bnoud              |
| 3217     | Cheguig               |
| 3218     | Sidi Ameur            |
| 3219     | El Mehara             |
| 3220     | Tousmouline           |
| 3221     | Sidi Slimane          |
| 3222     | Sidi Tifour           |